# Peter Heather
Peter John Heather (nacido el 8 de junio de 1960) es un historiador británico de la Antigüedad tardía y la Alta Edad Media. Heather es jefe del Departamento de Historia Medieval del King’s College de Londres. Se ha especializado en la caída del Imperio Romano Occidental y los godos, sobre los que durante décadas ha sido considerado la principal autoridad mundial.

## Biografía
Heather nació en Irlanda del Norte. Fue educado en la Maidstone Grammar School y recibió su Master of Arts y el doctorado en filosofía del New College, Oxford. Posteriormente, Heather dio conferencias en el Worcester College de Oxford, la Universidad de Yale y el University College de Londres. En enero de 2008, Heather fue nombrado jefe del Departamento de Historia Medieval del King’s College de Londres.
Como historiador, Heather se ha especializado en la Antigüedad tardía y la Alta Edad Media, sobre todo en las relaciones entre el Imperio Romano y los pueblos «bárbaros», y en la etnia de los pueblos germánicos. Sus extensas obras sobre los godos se consideran las mejores disponibles sobre el tema.
Heather no está de acuerdo con la teoría iniciada por la Escuela de Historia de Viena, que sostiene que las tribus germánicas estaban en constante cambio, que eran coaliciones multiétnicas mantenidas unidas por una pequeña élite guerrera. Por el contrario, Heather sostiene que fueron los hombres libres quienes constituyeron la columna vertebral de las tribus germánicas, y que la identidad étnica de tribus como los godos se mantuvo estable durante siglos y se mantuvo unida gracias a los hombres libres.
Heather ha escrito varias obras sobre la caída del Imperio Romano Occidental. Al contrario de varios historiadores de finales del siglo XX, Heather sostiene que fueron los movimientos de «bárbaros» en el Período de las grandes migraciones los que llevaron al colapso del Imperio Romano Occidental. Acepta la opinión tradicional de que fue la llegada de los hunos a la estepa póntica a finales del siglo IV d. C. lo que puso en marcha estas migraciones. Esto contrasta con quienes atribuyen el colapso a acontecimientos internos dentro del imperio y sostienen que los romanos integraron a los bárbaros en el imperio de manera voluntaria pero pacífica. Según Heather, la idea de que los bárbaros invasores fueron absorbidos pacíficamente por la civilización romana «huele más a ilusión que a realidad».

## Libros en español
- La caída del Imperio Romano [The Fall of the Roman Empire: a New History of Rome and the Barbarians, 2005], Barcelona, Ed. Crítica, 2006.[1]
- Emperadores y bárbaros: el primer milenio en la historia de Europa [Empires and Barbarians: Migration, Development and the Birth of Europe, 2009], Barcelona, Ed. Crítica, 2010.
- La restauración de Roma: bárbaros, papas y pretendientes al trono [The Restoration of Rome: Barbarian Popes and Imperial Pretenders, 2013], Barcelona, Ed. Crítica, 2013.[2]